# Teatro Afonso Henriques
O Teatro Afonso Henriques, oficialmente Teatro Dom Afonso Henriques, foi o principal teatro de Guimarães de 1853 até sua substituição pelo Teatro Jordão no final da década de 1930.

## Descrição
A fachada do edifício era simétrica e tinha três andares. O andar térreo consistia em uma série de portas retangulares, sete no total, cada uma com uma moldura de pedra simples. A porta central era mais proeminente, pois apresentava uma moldura de pedra dupla com topo curvo.
No primeiro andar, a parte central tinha uma janela quadrada cercada por uma faixa de granito. Flanqueando esta seção central havia três pares de janelas, cada uma delas inserida em uma moldura de granito. Acima delas havia pequenas janelas circulares com uma moldura de granito que se conectavam com as mesmas.
O segundo andar espelhava o primeiro na disposição das janelas, com janelas retangulares acima das presentes no andar inferior. A parte central tinha uma varanda com grade de ferro, sustentada por mísulas e acessada por uma porta com moldura decorativa de pedra. As janelas mais externas deste andar também apresentavam grades de ferro e varandas de granito. A cobertura era pavimentada com telhas e separada da fachada por uma cornija com duas urnas de pedra em suas extremidades. A parte central tinha o formato de um semicírculo e tinha um brasão de pedra abaixo.
No seu interior o teatro contava com dois gabinetes fechados, 38 camarotes em três níveis, 176 lugares de plateia e 60 lugares de galeria.

## História

### Antecessores
Antes da construção do Teatro Afonso Henriques, existia o Teatro Conde de Vila Pouca, localizado no Campo da Feira. Espetáculos e peças teatrais eram realizados regularmente neste teatro para auxiliar os esforços de construção da Igreja dos Santos Passos, ainda em construção.
O Teatro Conde de Vila Pouca foi incendiado na noite de 18 de Janeiro de 1841, deixando Guimarães sem teatro permanente. Mesmo durante os seus anos de actividade, este teatro nunca foi pensado para servir as 7000 pessoas que viviam na cidade na altura e, desde 1836, as forças progressistas de Guimarães exigiam a criação de um projecto para construir um teatro que pudesse acomodar as necessidades da cidade.

### Construção e inauguração
Em 1853, iniciou-se a construção de um novo teatro no Campo da Feira, após 12 anos sem um teatro fixo na cidade. Durante a sua construção, em 5 de julho de 1854, cinco pessoas morreram após um acidente envolvendo o desabamento de um andaime. A 31 de maio de 1855, foi noticiado que a construção do teatro estava a ser acelerada para que sua inauguração ocorresse na noite da sucessão de D. Pedro V.
Este teatro acabou por ser inaugurado com um baile de máscaras a 12 de Agosto de 1855, e foi baptizado com o nome do primeiro rei de Portugal, D. Afonso Henriques, oficializando-se o nome Theatro Dom Affonso Henriques, posteriormente modificado devido a diversas reformas ortográficas .

### Anos ativos
O Teatro Afonso Henriques, à semelhança do seu antecessor, também contribuiu para a conclusão da Igreja dos Santos Passos, através da doação dos fundos que recebeu das peças de teatro e dos espectáculos de diapositivos com lanternas mágicas. A 22 de abril de 1863, a peça “O Veterano Mateus”, a canção “O Sebastianista” e a comédia “A Atriz” foram encenadas exclusivamente para arrecadar fundos para a construção das torres sineiras da igreja. Muitos estavam presentes e música da cidade tocou do lado de fora do teatro.

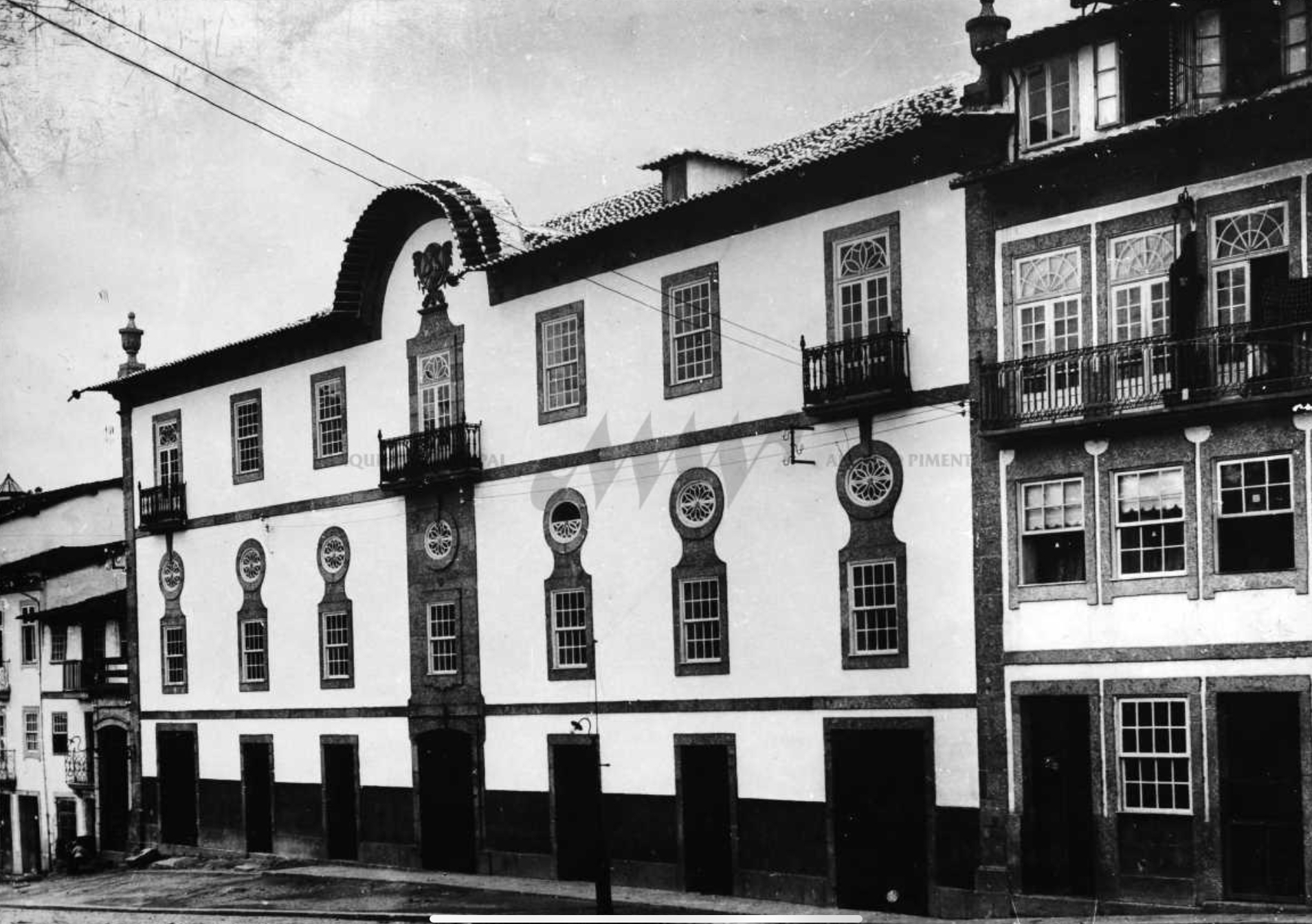
O Teatro Afonso Henriques em 1912

Os primeiros 10 anos de actividade do Teatro Afonso Henriques foram muito movimentados, com mais de 220 espectáculos teatrais de companhias teatrais nacionais. Comparada com outras duas grandes cidades da época, Coimbra e Aveiro, Guimarães foi a cidade, entre estas três, que mais companhias de teatro profissionais acolheu nos seus teatros. Isto é realçado pelo facto de que tanto Coimbra como Aveiro tinham vários locais teatrais, enquanto Guimarães tinha apenas o Teatro Afonso Henriques.
A 26 de Fevereiro de 1866, a Associação Artística de Guimarães instalou-se no Teatro Afonso Henriques e aí permaneceria até que, algumas décadas mais tarde, a sua sede fosse transferida para o Teatro Gil Vicente .
Inspeções periódicas eram realizadas regularmente no teatro, conforme documentado em um livro de registos que registrou eventos de 2 de agosto de 1856 a 30 de junho de 1875. Este livro revela que o teatro era frequentemente alugado para uma variedade de eventos, incluindo espetáculos teatrais, bailes de máscaras e peças dramáticas e cômicas. Revela também que o número de eventos foi diminuindo ao longo dos anos.
Por ordem da autoridade administrativa, o teatro foi vistoriado a 11 de abril de 1888, não havendo nada de anormal a relatar. O teatro era o ponto de encontro após o Pregão, uma das festividades das Nicolinas, durante os anos em que esteve activo.
Em Guimarães, a primeira sala de exibição cinematográfica permanente foi inaugurada em março de 1909, nas instalações do Teatro Afonso Henriques. Mais tarde, em janeiro de 1912, a empresa proprietária do equipamento cinematográfico e da sala de projeção do Teatro Gil Vicente mudou-se para o Teatro Afonso Henriques, evoluindo em 1914 para o denominado “Cinema High-Life”. Em novembro de 1919, tornou-se converteu-se totalmente num cinema, denominado Vimaranes-Cine, substituindo o anterior estabelecimento cinematográfico no edifício, o “Cinema High-Life”.

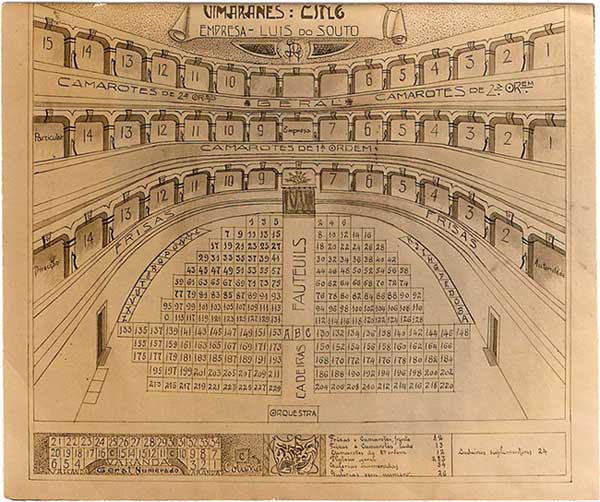
Interior do Teatro Afonso Henriques após a sua conversão para cinema, cerca de 1919

### Encerramento, demolição e consequências
A 6 de maio de 1933, o Diário do Governo publicou o decreto n°22:498. Este decreto, do Ministério da Administração Interna, concedeu autorização à Câmara Municipal de Guimarães para expropriar o Teatro Afonso Henrique, para prolongar a Rua de S. Dâmaso até ao Campo da Feira. A 18 de fevereiro de 1936, a Câmara Municipal de Guimarães reuniu-se em sessão extraordinária para criar uma solução para a falta de um teatro decente na cidade. A ideia original era reconstruir o Teatro Afonso Henriques, que ainda estava de pé, já que a rua aprovada no decreto de 1933 acabou por não ser construída. Nenhuma solução para o problema surgiu desta reunião e começaram a circular rumores pela cidade que a reconstrução do antigo teatro estava bloqueada. O teatro fechou portas oficialmente nesse mesmo ano de 1936. O seu péssimo estado já remonta a 1919, quando foi descrito:
Guimarães tem um teatro como todas as terras, teatro com o nome de Afonso Henriques.
Ora acontece que este pardieiro, não oferece garantias contra um desastre. Além de não possuir nada, absolutamente nada do que deve exigir-se numa casa que se destina a espetáculos, tem actualmente o inconveniente sério de não mostrar uma tábua que não tenha sofrido a acção da velhice.
Tudo aquilo está podre. Qualquer dia cai tudo e pobres dos assistentes à festa. Gil Vicente, n.º 057, de 09/11/1919 Martins Sarmento Society Archive
Apesar do teatro ter encerrado as suas atividades em 1936, em setembro desse mesmo ano, foi temporariamente transformado em abrigo para famílias cujas casas iriam ser demolidas, num projeto de requalificação da área do Castelo e do Paço dos Duques, e não tinham dinheiro para comprar uma nova. Após muitas reclamações, a Câmara Municipal prometeu às famílias que seriam transferidas para outro local antes do início das Gualterianas de 1938.
A 29 de Julho de 1938, foi anunciado no jornal O Comércio de Guimarães que o Teatro Afonso Henriques, descrito como um “vergonhoso albergue”, ficaria encerrado por tempo indeterminado após a realocação das referidas famílias. Em Agosto desse ano, depois de quase dois anos a servir de abrigo a estas famílias, o Teatro Afonso Henriques foi encerrado, tendo os planos da sua reconstrução sido abandonados, uma vez que a construção do seu tão anunciado sucessor já tinha sido iniciada em Fevereiro de 1937, tornando o edifício inutilizável e inútil.
O Teatro Afonso Henriques foi demolido algures entre 1943 e 1949, tendo sido fotografado pela última vez em 1943. Em 1949, já haviam sido construídas no local três casas, que foram posteriormente demolidas no início de 1961, juntamente com vários outros edifícios, incluindo a Igreja de São Dâmaso, para o alargamento da Alameda de São Dâmaso. O local onde estava o teatro é actualmente ocupado por uma estrada e jardins.